# Pierre Bourla

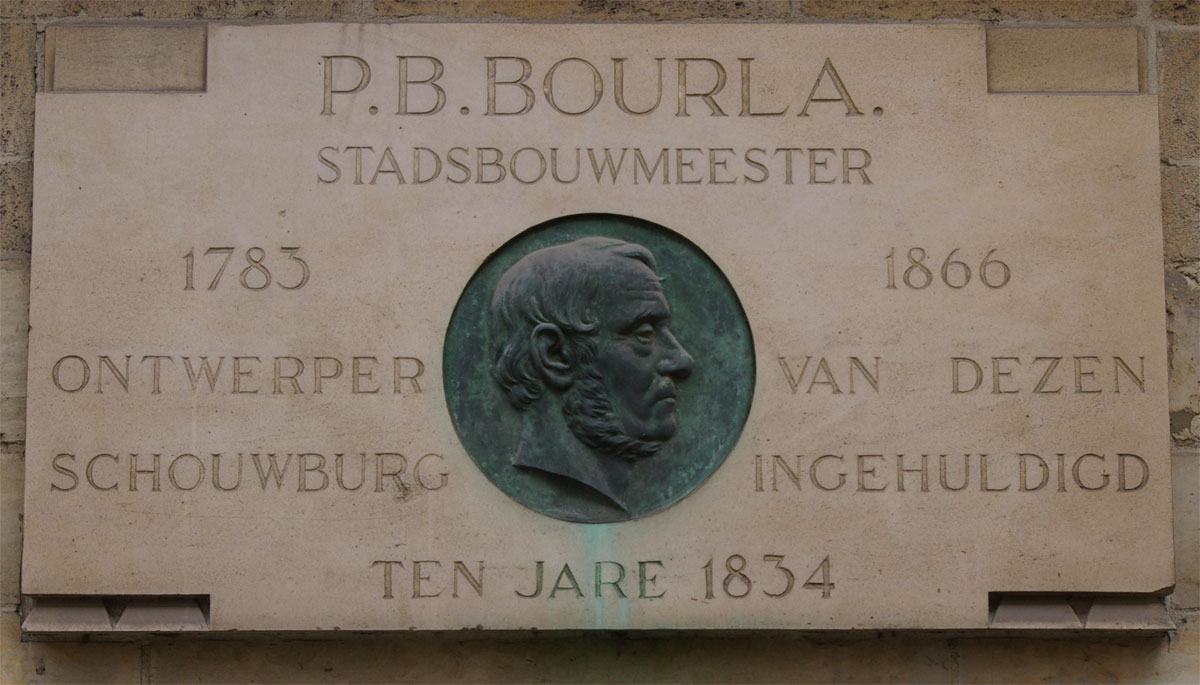
Targa dedicata a Pierre Bruno Bourla sul lato sud del suo Teatro Reale di Anversa neoclassico, costruito tra il 1827 e il 1834. È conosciuto come "Teatro Bourla"

Pierre Bruno Bourla (Parigi, 19 dicembre 1783 – Anversa, 31 dicembre 1866) è stato un architetto e insegnante belga.

## Biografia
Fu l'architetto della città di Anversa dal 1819 al 1861 e professore di architettura all'Accademia reale di belle arti di Anversa. La sua opera più famosa è il Teatro Reale costruito tra il 1827 e il 1834, conosciuto generalmente dal suo nome come Teatro Bourla. Progettò anche nuovi edifici per l'Accademia di Anversa, costruì la porta d'ingresso agli orti botanici della città, ampliò l'ospedale di S. Elisabetta, restaurò la Cattedrale di Anversa e rinnovò il municipio.
Morì ad Anversa nel 1866 e fu sepolto a San Lorenzo. La sua salma fu trasferita al cimitero di Schoonselhof nel 1930.

## Onorificenze
- 1846: Membro dell'Accademia reale di scienze, lettere e belle arti del Belgio[1]
- 1840: Cavaliere dell'Ordine di Leopoldo.[2]

## Galleria d'immagini

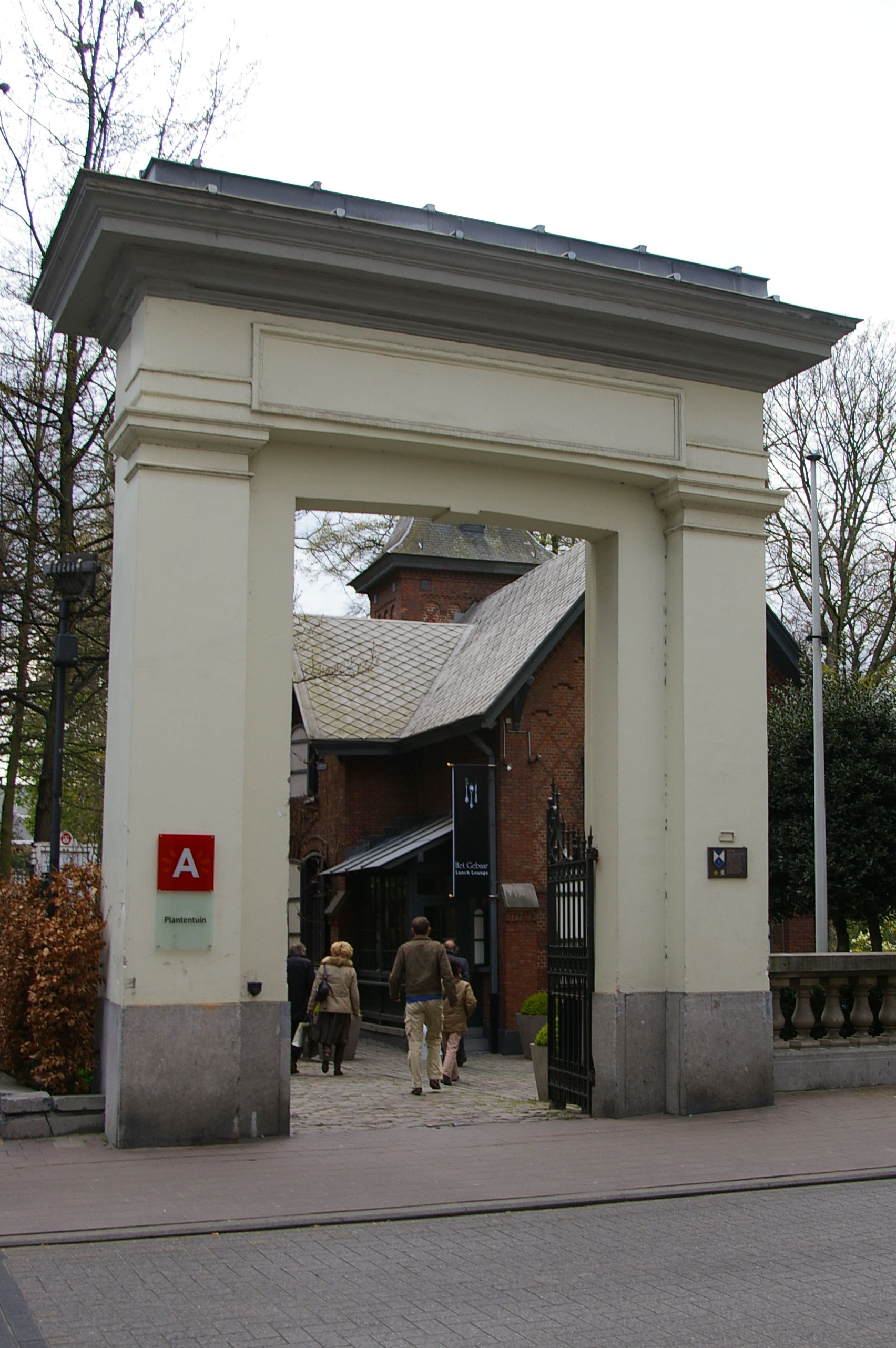
Porta d'ingresso all'orto botanico
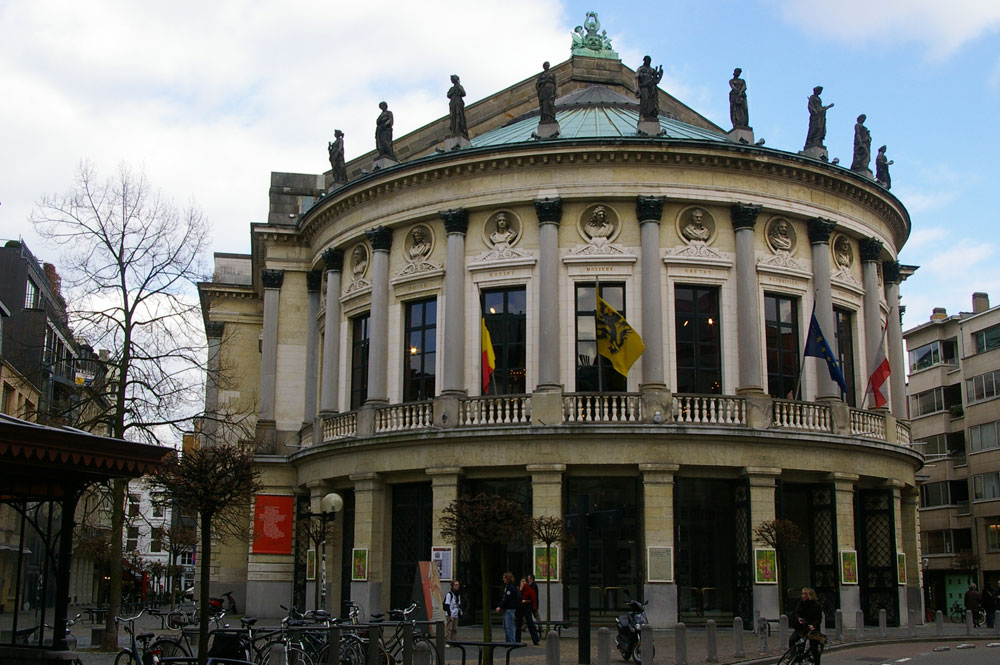
Teatro Bourla
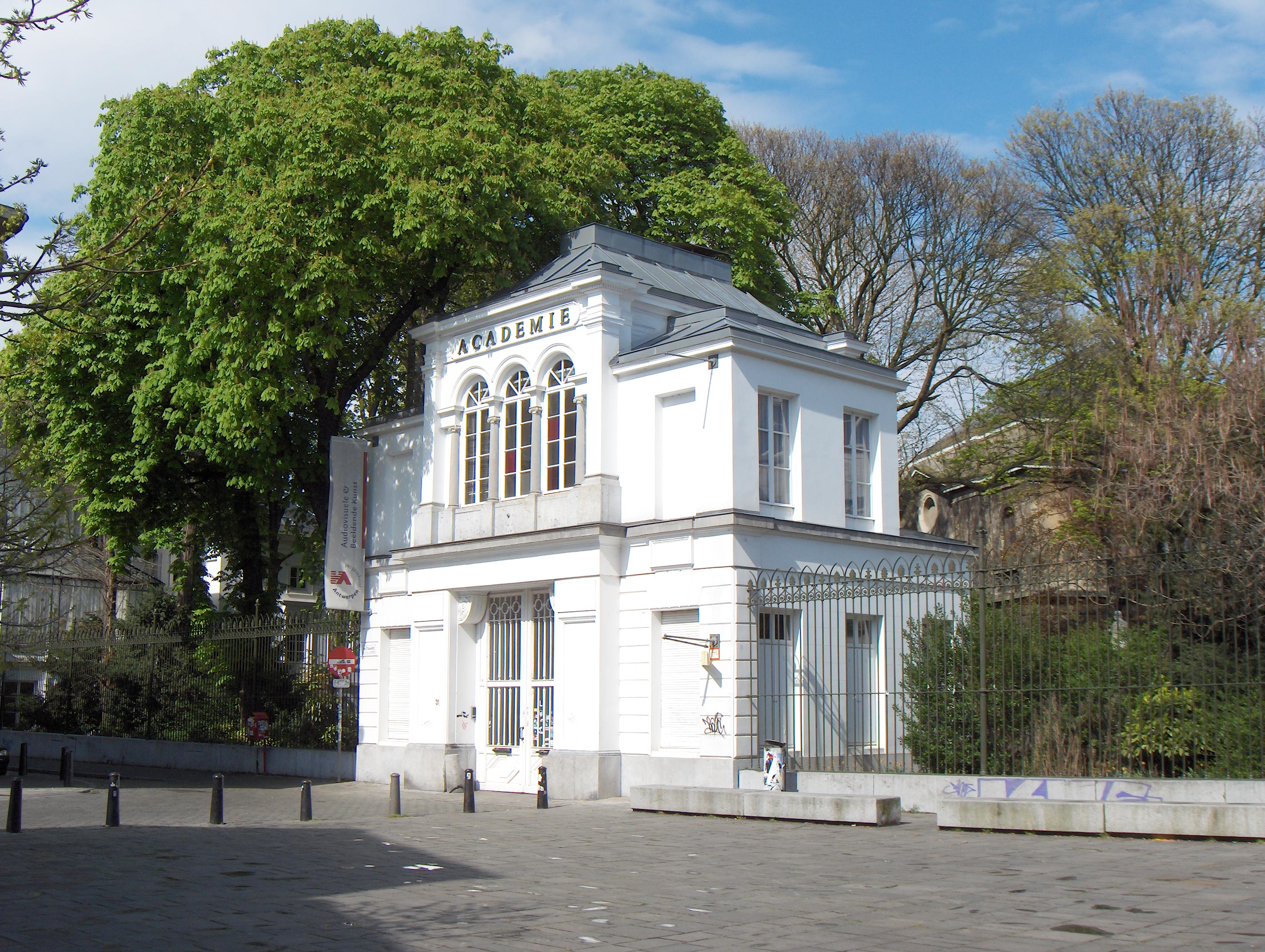
Porta d'ingresso dell'Accademia di Belle Arti